# Leptoeme xantha
Leptoeme xantha là một loài bọ cánh cứng trong họ Cerambycidae.